# Крепс, Микайя
Микайя Крепс (род. 26 июля 1996, Ниагара-Фолс, Нью-Йорк) — американская боксёрша. Призёр чемпионата мира 2019 года.

## Карьера
Предолимпийский чемпионат мира 2019 года, который состоялся в Улан-Удэ в октябре, американская спортсменка завершила полуфинальным поединком, уступив французской спортсменке Каролин Крювелье по раздельному решению судей. В результате на одиннадцатом чемпионате мира по боксу среди женщин она завоевала бронзовую медаль.